# Розен, Владимир Александрович
Влади́мир Алекса́ндрович Ро́зен (1810 — 12 апреля 1881) — генерал-лейтенант, командир Павлоградского гусарского полка.

## Биография
Родился в семье генерал-лейтенанта барона Александра Владимировича Розена, женатого на графине Альбертине Грабовской.
Воспитывался в Царскосельском Пансионе, а по упразднении его поступил в Школу гвардейских подпрапорщиков и кавалерийских юнкеров (25 мая 1829 года) с зачислением в лейб-гвардии Драгунский полк.
Когда открылась Польская кампания отправился на театр военных действий вместе со своим полком. В мае 1831 отличился в битве под Тикоцином и был награждён знаком отличия Военного ордена. Также проявил мужество в сражениях при Остроленке (15 мая) и под Варшавой. 19 апреля 1831 г., за боевые отличия, барон Розен был произведён в прапорщики. 8 февраля 1832 по окончании Польской кампании возвратился в Петербург.
19 апреля 1834 произведён в поручики, а 6 декабря 1838 г. — в штабс-капитаны.
В 1841 назначен командиром 6-го эскадрона и произведён в капитаны, 1 апреля 1848 за отличие, награждён чином полковника.
Участник Венгерской войны 1848—49, после возвращения с Венгерской кампании награждён орденом св. Анны 2-й степени с Императорской короной, а в 1853 г. получил орден св. Владимира 4-й степени.
В 1854 во время Крымской войны состоял в Петергофском отряде, охранявшем берега Балтийского моря, здесь он обратил на себя особое внимание Наследника Цесаревича и вскоре был назначен командиром 2-го лейб-гусарского Павлоградского Его Величества полка.
26 августа 1856 за отличие произведен был в генерал-майоры с назначением младшим помощником начальника 7-й кавалерийской дивизии.
В 1867 назначен старшим помощником начальника той же дивизии, награждён орденом св. Анны 1-й степени с Императорской короной.
12 декабря 1868 произведён в генерал-лейтенанты, а затем назначен в распоряжение командующего войсками Харьковского военного округа.
В 1881 проживал в своем имении, в Грайворонском уезде Курской губернии, в селе Герцевка, где и скончался 14 июня 1881 года, от удара, числясь по армейской кавалерии и в запасных войсках и состоя в распоряжении командующего войсками Виленского военного округа.